# Protorhyssalinae
Protorhyssalinae (лат.) — подсемейство ископаемых паразитических наездников из семейства браконид. Меловой период. Северная Америка и Европа. Голова ортогнатическая. Клипеус короткий. Жвалы с двумя зубцами. Нижнечелюстные щупики состоят из 6 члеников. В переднем крыле жилки CU1b и 2m-cu отсутствуют. Наличием в заднем крыле жилки 2-CU отличаются от всех других подсемейств браконид.
- Archaeorhyssalus
  - Archaeorhyssalus subsolanus Engel, 2016
- Burmabracon
  - Burmabracon gracilens Li, Shih, & Ren, 2021
  - Burmabracon grossus Li, Shih, & Ren, 2021
- Diorhyssalus
  - Diorhyssalus allani (Brues, 1937)
- Protorhyssalodes
  - Protorhyssalodes arnaudi Perrichot, Nel, and Quicke, 2009 — Франция[3]
- Protorhyssalopsis Ortega-Blanco et al., 2011 — Испания[4]
  - Protorhyssalopsis perrichoti Ortega-Blanco, Delclòs, & Engel, 2011
- Protorhyssalus Basibuyuk et al., 1999[1]
  - Protorhyssalus goldmani Basibuyuk and Quicke,1999 — Нью-Джерси, США
- Utrillabracon Álvarez-Parra & Engel, 2022
  - Utrillabracon electropteron Álvarez-Parra & Engel, 2022

- ?Cretorhyssalus Belokobylskij, 2012
  - Cretorhyssalus brevis Belokobylskij, 2012 — Магаданская область, Россия[2]
- ?Magadanobracon Belokobylskij, 2012
  - Magadanobracon rasnitsyni Belokobylskij, 2012 — Магаданская область, Россия[2]